# 灰姑娘電影系列
灰姑娘電影系列為美國電影系列，由童話故事灰姑娘改編。本電影系列由華納兄弟製作發行。本系列電影採用非戲院首映的形式上映，並於第4部作品首次於電視頻道Freeform上映。2019年10月15日，本系列第5部作品灰姑娘的聖誕願望，採用線上數位發行。

## 電影系列
- 灰姑娘的玻璃手機 (2004)
- 灰姑娘的歌舞情緣 (2008)
- 灰姑娘的美聲奇蹟 (2011)
- 灰姑娘的歌舞線上 (2016)
- 灰姑娘的聖誕願望 (2019)[2]

## 外部連結s
- 互联网电影数据库（IMDb）上《A Cinderella Story》的资料（英文）
- 互联网电影数据库（IMDb）上《Another Cinderella Story》的资料（英文）
- 互联网电影数据库（IMDb）上《A Cinderella Story: Once Upon a Song》的资料（英文）
- 互联网电影数据库（IMDb）上《A Cinderella Story: If the Shoe Fits》的资料（英文）
- 互联网电影数据库（IMDb）上《A Cinderella Story: Christmas Wish》的资料（英文）